# Digby (Lincolnshire)
Pour les articles homonymes, voir Digby.
Digby est une paroisse civile et un village du Lincolnshire, en Angleterre.